# Jacques-Bénigne Bossuet
Jacques-Benigne Bossuet (n. 27 septembrie 1627 — d. 12 aprilie 1704) a fost un episcop francez, teolog, orator renumit și predicator la curtea regelui Ludovic al XIV-lea. Bossuet era un mare apărător a teoriei politicii absolutiste; susținea că guvernarea unei țări era divină iar regii primeau puterea de la Dumnezeu.

## Opere

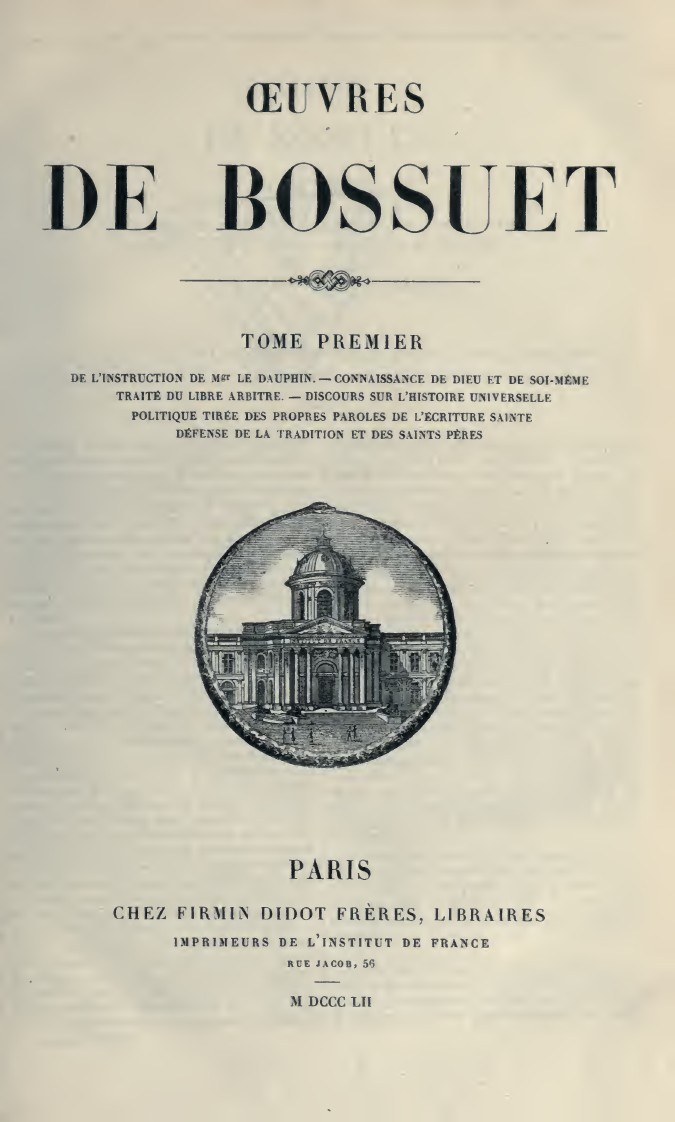
Oeuvres, 1852

- 1662 - 1687: Cuvântări funebre ("Oraisons funèbres")
- 1681: Discurs despre istoria universală ("Discours sur l'histoire universelle")

Prin arta elocinței, claritatea și vigoarea stilului său, Jacques-Benigne Bossuet este considerat un maestru al prozei clasice franceze.